# Dhivehi League
Die Dhivehi Premier League, auch: Wataniya Dhivehi League, ist eine professionelle Fußballliga auf den Malediven. Sie ist zugleich die höchste Liga des Landes. Gegründet wurde die Liga im Jahr 2000. Der Meister der Liga qualifiziert sich, zusammen mit dem Pokalsieger, für die Teilnahme am AFC Cup. Rekordsieger ist New Radiant mit sieben Titel.

## Modus
In einem recht komplizierten Modus werden sowohl der Meister als auch die Absteiger ermittelt. Gleichzeitig dient die Liga als Qualifikationsturnier für die Maldives-National-Meisterschaften. In der ersten Runde der Liga tragen die acht Mannschaften nur ein Spiel gegeneinander aus. Die besten sechs Mannschaften qualifizieren sich für die zweite Runde der Liga. Hier tragen die Mannschaften ebenfalls nur ein Spiel gegeneinander aus. Nach Abschluss der zweiten Runde steht mit dem Tabellenführer auch der Meister fest. Die ersten vier der Tabelle qualifizieren sich für die nationalen Meisterschaften, auch President’s Cup genannt. Die beiden schlechtplatziertesten Vereine spielen in den Relegations-Play-Offs gegen die beiden Finalisten der zweiten Liga den Auf- und Absteiger aus.

## Teilnehmende Mannschaften (2023)
- TC Sports Club
- Club Eagles
- Club Valencia
- Maziya S&RC
- Club Green Streets
- United Victory
- Supr United Sports
- Buru Sports Club

## Meisterschaften

### Meister der Dhivehi Premier League
- 2015: New Radiant
- 2016: Maziya S&RC
- 2017: New Radiant
- 2018: TC Sports Club
- 2019/20: Maziya S&RC
- 2020/21: Maziya S&RC
- 2022: Maziya S&RC
- 2023: Maziya S&RC

### Meister der Dhivehi League
- 2000: New Radiant
- 2001: Club Valencia
- 2002: Club Valencia
- 2003: Club Valencia
- 2004: Club Valencia
- 2005: Hurriyya
- 2006: New Radiant
- 2007: Victory SC
- 2008: Club Valencia
- 2009: VB Sports
- 2010: VB Sports
- 2011: VB Sports
- 2012: New Radiant
- 2013: New Radiant
- 2014: New Radiant

### Meister der Maldives National Meisterschaften
| - 1983: Victory SC - 1984: Victory SC - 1985: Victory SC - 1986: Victory SC - 1987: New Radiant - 1988: Victory SC - 1989: Club Lagoons - 1990: New Radiant - 1991: New Radiant - 1992: Victory SC - 1993: Victory SC - 1994: Club Valencia - 1995: New Radiant - 1996: Club Lagoons - 1997: New Radiant 2-1 Hurriyya - 1998: Club Valencia 1-1 2-0 Victory SC - 1999: Club Valencia 2-1 Hurriyya - 2000: Victory SC |  | - 2001: Victory SC 2-1 Club Valencia - 2002: Victory SC 4-2 Club Valencia - 2003: Victory SC 2-1 Club Valencia - 2004: New Radiant 1-1 Club Valencia (n.E 6-5) - 2005: Victory SC 1-0 New Radiant - 2006: Victory SC 0-0 Club Valencia (n. E. 3-1) - 2007: New Radiant 3-1 Victory SC - 2008: Club Valencia 3-2 Victory SC - 2009: Victory SC 2-1 VB Sports - 2010: VB Sports 5-2 Victory SC - 2011: Victory SC 2-1 New Radiant - 2012: New Radiant 0-0 Victory SC (n. E. 2-1) - 2013: New Radiant 4-2 n. V. Maziya S&RC - 2014: New Radiant 1-0 n. V. Club Eagles - 2015: Maziya S&RC 3-1 New Radiant - 2016: Club Eagles 1-0 n. V. TC Sports Club - 2017: New Radiant 3-0 TC Sports Club - 2018–2021: nicht ausgetragen.... | - 2022: Club Valencia 2-1 Maziya S&RC |